# Die geschiedene Frau

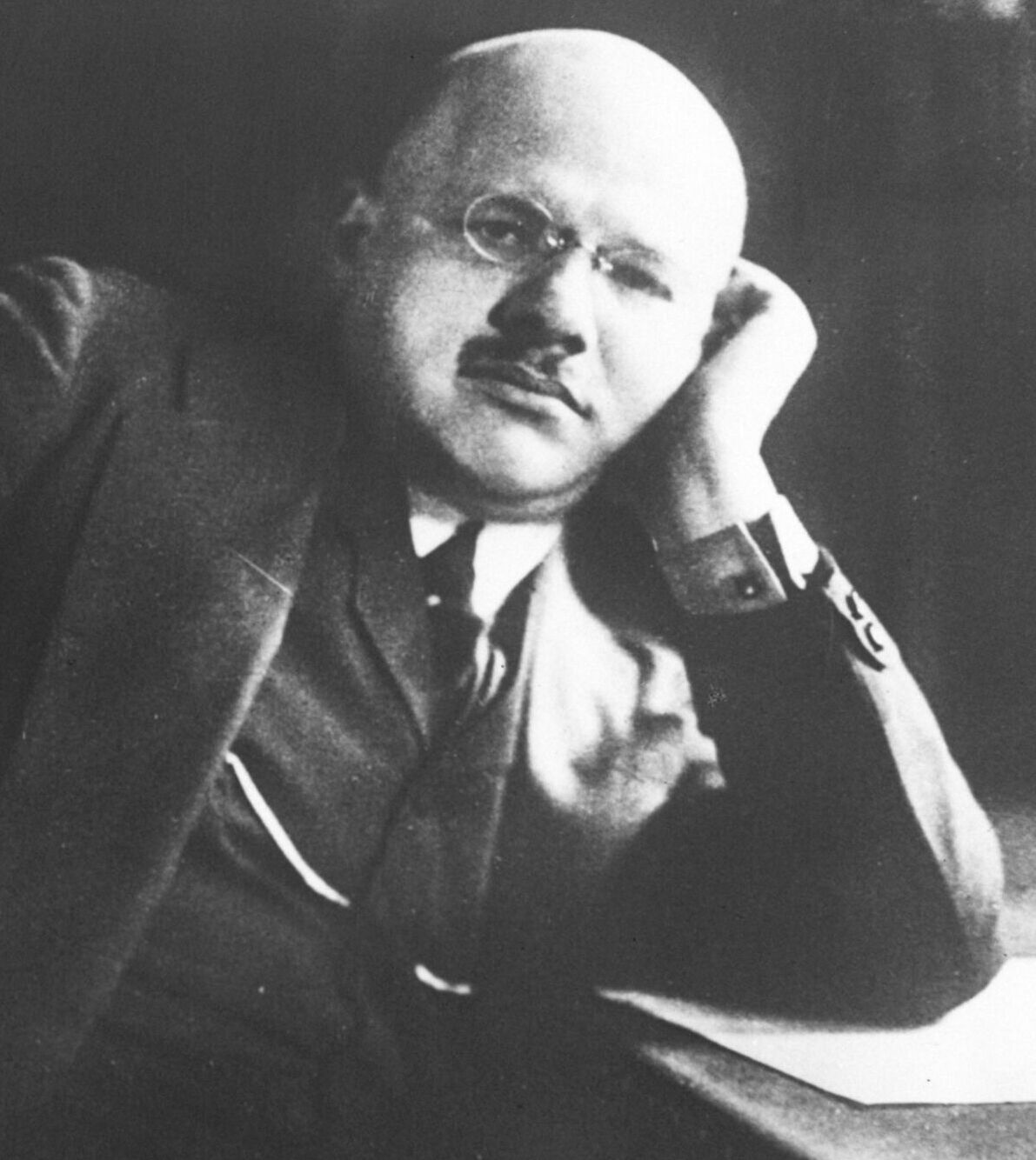
Leo Fall

Die geschiedene Frau (Frånskilda frun) är en operett i tre akter med musik av Leo Fall. Librettot av Victor Léon bygger på Victorien Sardous pjäs Divorçons!. Verket tillhör den så kallade Operettens silverålder.

## Historia
Operetten hade premiär den 23 december 1908 på Carltheater i Wien under musikalisk ledning av kompositören själv. Handlingen tilldrar sig i den för operetter ovanliga miljön av en holländsk domstolsal under pågående skilsmässorättegång. Kanske hade Fall eller Léon sett en av de två versionerna av Gilbert och Sullivans operett Trial by Jury (1875) som har en snarlik handling.
Den översattes till italienska och sattes upp på Teatro Lirico Internationale i Milano som La divorziata den 16 augusti 1909, varefter den översattes till engelska för en uppsättning på Vaudeville Theatre i London som The Girl in the Train med premiär 4 juni 1910. Föreställningar följde sedan i Rom den 19 januari 1911, i Paris som La divorcée på Théâtre Apollo den 18 februari, och i Madrid som La mujer divorciada på Teatro Eslava den 23 december samma år dirigerad av Fall själv.